# Bing He
Koordinaten: 62° 11′ S, 58° 55′ W
Bing He (chinesisch 冰河 ‚Eisfluss‘) ist ein saisonaler Bach auf der Fildes-Halbinsel von King George Island im Archipel der Südlichen Shetlandinseln. Er entspringt einem kleinen, namenlosen See östlich des Dajiao Hu, der vom Schmelzwasser der Collinseiskappe gespeist wird, fließt in südlicher Richtung und versickert in einer Eisrinne.
Chinesische Wissenschaftler der Technischen Universität in Wuhan benannten ihn 1986 im Zuge von Vermessungs- und Kartierungsarbeiten.